# Grézieu-la-Varenne
Grézieu-la-Varenne é uma comuna francesa na região administrativa de Auvérnia-Ródano-Alpes, no departamento de Ródano. Estende-se por uma área de 7,45 km². Em 2010 a comuna tinha 5 949 habitantes (densidade: 798,5 hab./km²).